# (20275) 1998 FR41
A (20275) 1998 FR41 a Naprendszer kisbolygóövében található aszteroida. A LINEAR projekt keretében fedezték fel 1998. március 20-án.